# Haplogroupe C

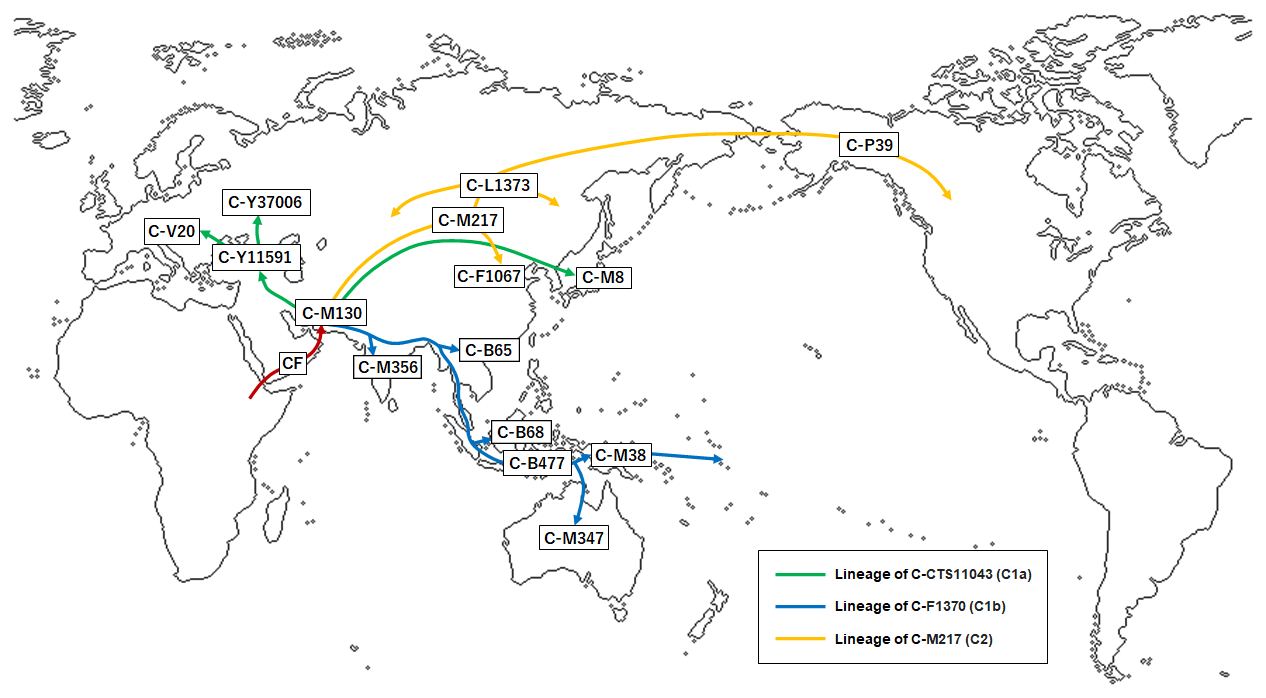
Haplogroupe C (M130) : Origine, sous-groupes et migrations préhistoriques

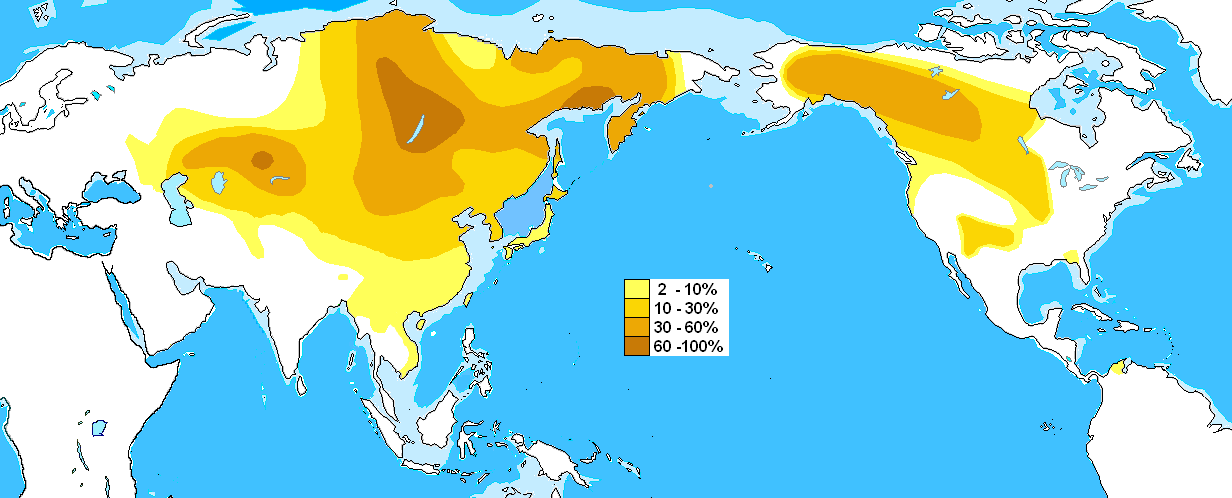
Distribution de l'haplogroupe C-M217 (C2)

En génétique humaine, l'haplogroupe C (M130) est un haplogroupe du chromosome Y. L'haplogroupe C est le groupe-frère de l'haplogroupe F. Il représente l'une des premières expansions d'Homo sapiens à travers l'Eurasie, et jusqu'à l'Amérique du Nord où il est fréquent dans le groupe na-déné.

## Aire géographique
L'haplogroupe C serait apparu il y a au moins 60 000 ans, ce qui placerait son apparition en Afrique, juste avant la dernière sortie d'Afrique et l'expansion planétaire de l'Homme moderne. Il est typique des populations d'Asie orientale : Kazakhstan, Sibérie, Mongolie, Canada, Polynésie, et des populations d'Australasie : Inde, Australie.
L'haplogroupe C-M130 constitue une preuve solide de la migration et de l'installation des humains modernes du Moyen-Orient vers l'Asie du Sud et de l'Est.
L'haplogroupe C était prédominant en Europe dans les populations avant le dernier maximum glaciaire (LGM) mais est rarement trouvé après, à l'exception de la péninsule Ibérique qui montre une continuité génétique de longue durée et sa préservation jusqu'au Mésolithique.
Sa présence en Asie centrale s'explique par les migrations mongoles et turques du Moyen Âge à travers l'empire mongol de Gengis Khan et les khanats turco-tatars.

## Description
L'haplogroupe C est défini par les mutations M130 / RPS4Y711, P184, P255, et P260.

## Sous-groupes
En plus du paragroupe basal C* (c'est-à-dire C sans C1 ni C2), l'haplogroupe C a deux branches majeures : C1 (F3393 / Z1426) et C2 (M217).
Les haplogroupes C1 à C6 sont les anciens haplogroupes proposés avant la révision qui a instauré les nouveaux C1 et C2 : C1-F3393 / Z1426 et C2-M217. Le nouveau C1 correspond à tout ce qui n'est pas C3 (c'est-à-dire aux anciens C1, C2, C4, C5, C6). Le nouveau C2 correspond à l'ancien C3.

## Schéma général
| Haplogroupes du chromosome Y (Y-ADN) |                                          |   |   |    |    |    |    |    |   |     |     |     |     |    |    |    |    |     |     |     |    |    |   |
|                                      | Plus récent ancêtre patrilinéaire commun |   |   |    |    |    |    |    |   |     |     |     |     |    |    |    |    |     |     |     |    |    |   |
|                                      | A                                        |   |   |    |    |    |    |    |   |     |     |     |     |    |    |    |    |     |     |     |    |    |   |
|                                      |                                          |   |   | BT |    |    |    |    |   |     |     |     |     |    |    |    |    |     |     |     |    |    |   |
|                                      |                                          | B | B | B  | CT | CT |    |    |   |     |     |     |     |    |    |    |    |     |     |     |    |    |   |
|                                      |                                          |   |   | DE | DE | CF | CF | CF |   |     |     |     |     |    |    |    |    |     |     |     |    |    |   |
|                                      |                                          |   | D | E  |    | C  | C  | F  | F | F   |     |     |     |    |    |    |    |     |     |     |    |    |   |
|                                      |                                          |   |   |    |    |    | G  | H  | H | IJK | IJK | IJK | IJK |    |    |    |    |     |     |     |    |    |   |
|                                      |                                          |   |   |    |    |    |    |    |   | IJ  | K   | K   | K   | K  | K  | K  |    |     |     |     |    |    |   |
|                                      |                                          |   |   |    |    |    |    |    | I | J   |     |     | LT  | K2 | K2 | K2 | K2 | K2  | K2  |     |    |    |   |
|                                      |                                          |   |   |    |    |    |    | I1 |   |     |     | L   | T   |    | MS | MS | MS | MS  | P   | P   | P  | NO |   |
|                                      |                                          |   |   |    |    |    |    |    |   |     |     |     |     |    | M  | S  |    | Q   | R   | R   |    | N  | O |
|                                      |                                          |   |   |    |    |    |    |    |   |     |     |     |     |    |    |    |    |     | R1  | R1  | R2 |    |   |
|                                      |                                          |   |   |    |    |    |    |    |   |     |     |     |     |    |    |    |    | R1a | R1a | R1b |    |    |   |
|                                      |                                          |   |   |    |    |    |    |    |   |     |     |     |     |    |    |    |    |     |     |     |    |    |   |